# Mariä-Geburt-Kirche (Peretshofen)

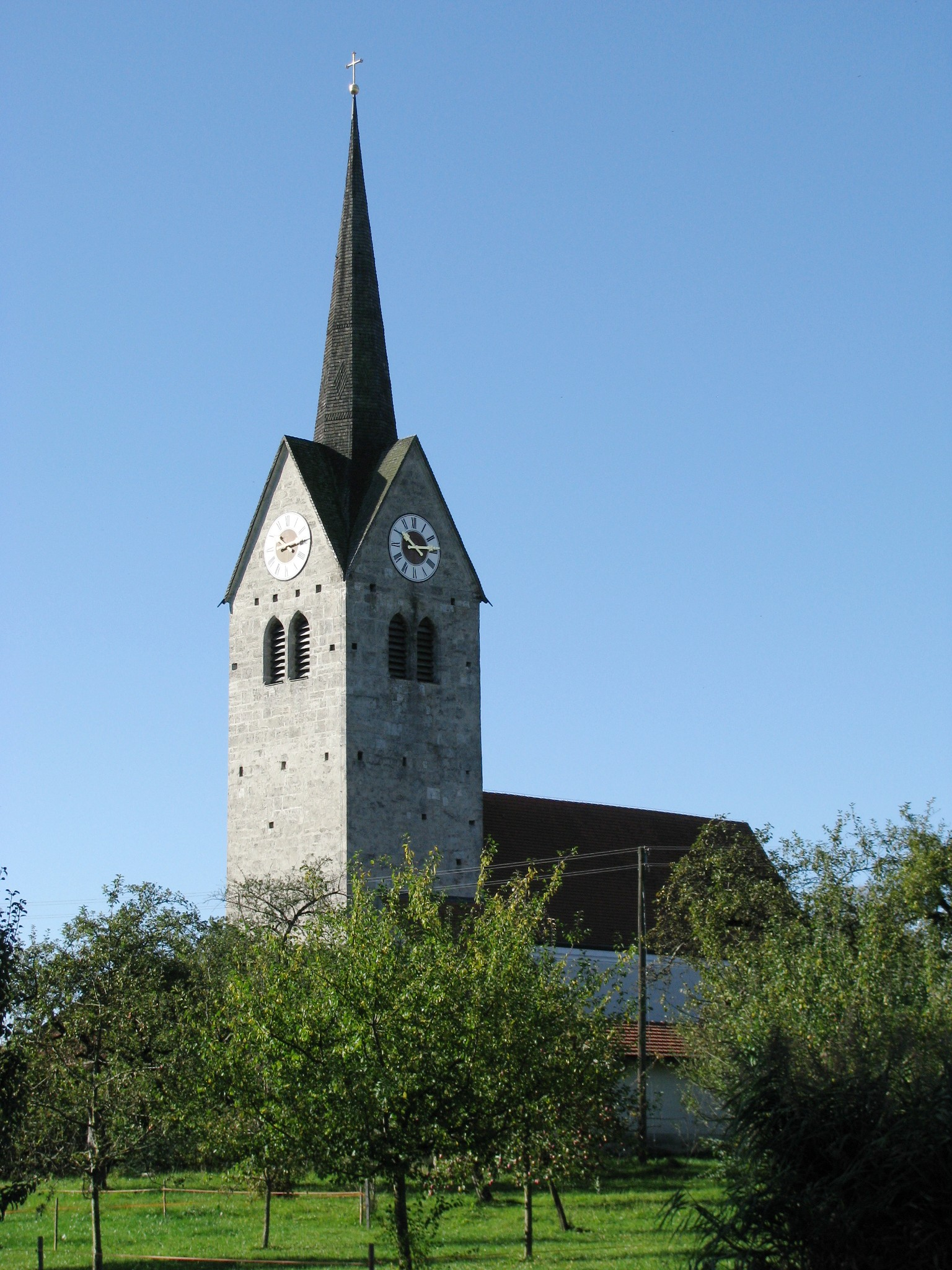
Mariä-Geburt-Kirche in Peretshofen

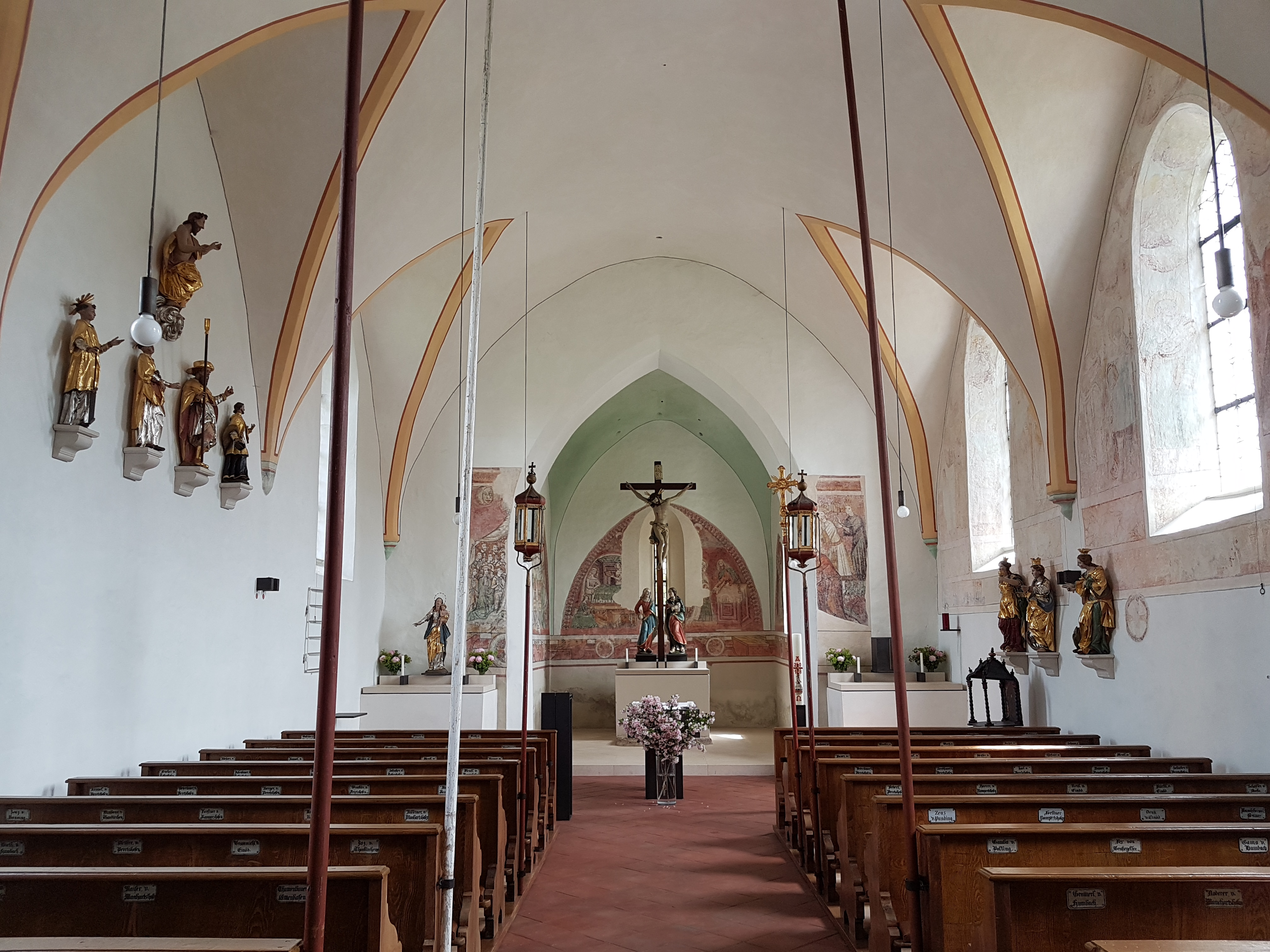
Innenraum

Die römisch-katholische Mariä-Geburt-Kirche steht in Peretshofen, einem Gemeindeteil von Dietramszell im oberbayerischen Landkreis Bad Tölz-Wolfratshausen. Sie ist eine zum Dekanat Bad Tölz-Wolfratshausen im Erzbistum München und Freising gehörende Filialkirche. In der Liste der Baudenkmäler in Dietramszell wird sie unter der Nr. D-1-73-118-126 geführt.

## Beschreibung
Die gotische Saalkirche wurde im ersten Viertel des 15. Jahrhunderts erbaut und um 1670 barock umgestaltet. Sie besteht aus dem 1866 nach Westen verlängerten Langhaus, dem Chorturm im Osten, der Sakristei an der Nordwand des Chorturms und einem Vorbau im Westen des Langhauses. Im obersten Geschoss des Turms steht hinter den Klangarkaden der Glockenstuhl. An den Giebeln sind die Zifferblätter der Turmuhr angebracht. Darüber erhebt sich ein spitzer Helm.
Im Innenraum wurden 1963 am Chorbogen Fragmente von Fresken freigelegt. Sie zeigen eine Schutzmantelmadonna und die Anbetung der Könige. Das Kruzifix auf dem Zelebrationsaltar im Chorraum im Erdgeschoss des Chorturms wurde um 1640 gestaltet. Die Orgel wurde vor 1800 von einem unbekannten Orgelbauer errichtet. Sie wurde mehrfach umgebaut und ist heute verändert erhalten.